# آر.ساراتکومار
 آر.ساراتکومار (به انگلیسی: R. Sarathkumar)(زاده ۱۴ ژوئیه ۱۹۵۴) بازیگر هندی است.
از فیلم‌هایی که وی در آن نقش داشته‌است می‌توان به مونی ۲، من بارات، نام من سوریا، روزی در چنای، عشق من جانکی، پونیین سلوان: قسمت اول، بانی، وارث، شاهد، دیوانه، چاتراپاتی و پونیین سلوان: قسمت دوم اشاره کرد.